# Anthony Sherman
Anthony Michael Sherman (* 11. Dezember 1988 in North Attleborough, Massachusetts) ist ein ehemaliger US-amerikanischer American-Football-Spieler auf der Position des Fullbacks. Er spielte in der National Football League (NFL) für die Arizona Cardinals und die Kansas City Chiefs, mit denen er den Super Bowl LIV gewann.

## College
Sherman, der während der Highschool auch sehr gute Leistungen als Leichtathlet und  Baseballspieler zeigte, hatte Angebote von mehreren Universitäten, entschied sich für die University of Connecticut und spielte für deren Team, die Huskies, College Football. In 51 Partien erlief er insgesamt 477 Yards und erzielte einen Touchdowns. Außerdem konnte er 63 Tackles setzen.

## NFL

### Arizona Cardinals
Beim NFL Draft 2011 wurde Sherman in der 5. Runde als insgesamt 136. von den Arizona Cardinals ausgewählt. In seiner Rookie-Saison lief er bereits in 15 Partien auf, wobei er vor allem als Vorblocker für Starting-Runningback Beanie Wells eingesetzt wurde. Eine Aufgabe, der er auch in der folgenden Spielzeit nachkam. In den beiden Jahren bei den Cardinals hatte er nur einen einzigen Laufversuch über drei Yards zu verzeichnen, konnte aber bei 13 Passfängen immerhin mehr als 100 Yards erlaufen.

### Kansas City Chiefs
Im Mai 2013 wechselte Sherman im Tausch gegen Cornerback Javier Arenas zu den Kansas City Chiefs.  Auch bei seinem neuen Team hatte er hauptsächlich Block-Arbeit zu verrichten, konnte aber im Spiel gegen die Cleveland Browns in der Endzone einen Pass von Alex Smith fangen und so  seinen ersten Touchdown erzielen.
2017 gelang ihm im Spiel gegen die Denver Broncos auch erstmals ein Rushing-Touchdown. 2018 wurde er für seine konstant guten Leistungen erstmals in den Pro Bowl gewählt. In der Saison 2019 konnte Sherman mit den Chiefs den Super Bowl LIV gegen die San Francisco 49ers gewinnen.
Nach der Saison 2020 beendete Sherman seine Karriere.